# تيري كلاين
تيري كلاين (بالإنجليزية: Terry Cline)‏ هو عالم نفس أمريكي، ولد في 1958 في أدمور في الولايات المتحدة.